# Błotnica (bagno)
Błotnica – bagno w Polsce, w województwie kujawsko-pomorskim, w powiecie włocławskim, w gminie Włocławek.

## Położenie i charakterystyka
Bagno leży w Kotlinie Płockiej, natomiast w regionalizacji przyrodniczo-leśnej – w mezoregionie Kotliny Toruńsko-Płockiej. W sąsiedztwie znajduje się jezioro Rybnica. Leży na terenie zlewni Struga–Zuzanka–Wisła ze zlewnią elementarną Struga od jez. Wikaryjskiego do ujścia. Otoczenie stanowią lasy należące do nadleśnictwa Włocławek.
Powierzchnia bagna według danych opublikowanych na portalu Lasów Państwowych wynosi 9,97 ha. Według numerycznego modelu terenu udostępnionego przez Geoportal znajduje się na wysokości 59,5 m n.p.m.
Bagno leży na terenie powołanego w 1979 roku Gostynińsko-Włocławskiego Parku Krajobrazowego o łącznej powierzchni 38 950,0 ha.  Objęte jest użytkiem ekologicznym bez nadanej nazwy utworzonym w 1998.
Obiekt został wprowadzony do państwowego rejestru nazw geograficznych w 2015 roku na podstawie mapy topograficznej w skali 1:10 000.